# کریس مک‌کنا
کریس مک‌کنا (انگلیسی: Chris McKenna؛ زادهٔ) تهیه‌کننده و فیلم‌نامه‌نویس اهل ایالات متحده آمریکا است.
از فیلم‌های او می‌توان به ایگور اشاره کرد. هم‌چنین او نویسندهٔ مجموعه‌های بابای آمریکایی! و اجتماع بوده‌است.

## سینما
- مرد عنکبوتی: راهی به خانه نیست (۲۰۲۱)
- مرد عنکبوتی: دور از خانه (۲۰۱۹)
- مرد مورچه‌ای و زنبورک (۲۰۱۸)
- جومانجی: به جنگل خوش آمدید (۲۰۱۸)
- مرد عنکبوتی: بازگشت به خانه (۲۰۱۷)